# Toupai
Toupai (kinesiska: 头排镇, 头排) är en köping i Kina. Den ligger i den autonoma regionen Guangxi, i den södra delen av landet, omkring 240 kilometer nordost om regionhuvudstaden Nanning. Antalet invånare är 15229. Befolkningen består av 7 321 kvinnor och 7 908 män. Barn under 15 år utgör 19,0 %, vuxna 15-64 år 68 %, och äldre över 65 år 12,0 %.
Genomsnittlig årsnederbörd är 2 319 millimeter. Den regnigaste månaden är juni, med i genomsnitt 485 mm nederbörd, och den torraste är oktober, med 51 mm nederbörd.